# Parafia Najświętszej Maryi Panny Królowej Polski w Myślachowicach
Parafia Najświętszej Maryi Panny Królowej Polski w Myślachowicach – rzymskokatolicka parafia należąca do dekanatu Trzebinia archidiecezji krakowskiej. Została utworzona w roku 1982. Kościół parafialny mieści się przy ulicy Wąskiej.

## Historia
Parafia Najświętszej Maryi Panny Królowej Polski została erygowana dekretem księdza Kardynała Metropolity Franciszka Macharskiego z dnia 20 lutego 1982 roku. Nowo utworzona parafia objęła swym zasięgiem miejscowość Myślachowice, przynależąc do dekanatu Trzebinia. Jej pierwszym proboszczem został ksiądz kanonik Zbigniew Jorman.

## Proboszczowie
- ks. kan. Zbigniew Jorman (1982–2010)[2]
- ks. Jan Kotlarski (2010–2015)[2]
- ks. Artur Chrostek (2015–2023)[2]
- ks. Piotr Waligóra (od 2023)[2]